# Bídzina Ivaníxvili
Bídzina Ivaníxvili (en georgià: ბიძინა ივანიშვილი), també conegut com a Boris Grigórievitx Ivanixvili (en rus: Борис Григо́рьевич Иванишви́ли) (Txòrvila, RSS de Geòrgia, 18 de febrer de 1956) és un polític i empresari multimilionari georgià, que va exercir com a primer ministre de Geòrgia des d'octubre de 2012 fins a novembre de 2013.

## Biografia
Ivaníxvili va néixer el 18 de febrer de 1956 al poble de Txòrvila, regió de Sàtxkhere, a l'oest de la República Socialista Soviètica de Geòrgia, llavors part de la Unió Soviètica. Es va graduar el 1980 a la Facultat d'Enginyeria i Economia de la Universitat Estatal de Tbilisi. Ivaníxvili es va traslladar més tard a Moscou per cursar un doctorat en economia a la Universitat Estatal d'Enginyeria Ferroviària de Moscou.
Va entrar al món de negoci durant la Perestroika i l'era de la privatització a Rússia. Després d'haver acumulat una gran fortuna durant la presidència de Ieltsin, Ivaníxvili va deixar Rússia el 2002 i va tornar a Geòrgia el 2003.
Va entrar en política el 2012, quan va fundar el partit Somni Georgià. Ivaníxvili es va convertir en el líder de la coalició de partits de l'oposició i va guanyar una victòria a les eleccions parlamentàries de Geòrgia de 2012 contra el partit del Moviment Nacional Unit del llavors president Mikheil Sakaixvili. A finals de 2012, Ivaníxvili va assumir el càrrec com a primer ministre. El 2013, però, Ivaníxvili va dimitir, al·legant haver deixat la política.
El 2018, va tornar a la política i va ser reelegit president del partit Somni Georgià. El 2021, va tornar a deixar tots els càrrecs polítics, afirmant que havia assolit els seus objectius polítics. No obstant això, se'l veu comunament com una éminence grise de la política georgiana.
Sota el lideratge d'Ivaníxvili, Geòrgia va retenir la majoria de les reformes aprovades durant la presidència de Sakaixvili. Geòrgia va mantenir el model econòmic de lliure mercat creat durant aquest mandat, alhora que va establir una xarxa de seguretat social funcional. El govern va introduir el sistema d'assistència sanitària universal, que va fer que l'assegurança mèdica patrocinada per l'estat estigui disponible a gran escala. L'aparell repressiu de l'estat s'ha relaxat i s'ha abandonat la política de tolerància zero que duia a terme l'anterior govern, la qual cosa ha conduït a una liberalització de la política criminal i una amnistia a gran escala que va reduir a la meitat la robusta població carcerària de Geòrgia. Tanmateix, això no va resultar en el retorn dels nivells de corrupció i crim de l'era Xevardnadze. Geòrgia d'Ivaníxvili va obtenir una bona puntuació a l'índex de percepció de la corrupció de Transparency International i a l'índex Freedom in the World de Freedom House.
Durant el mandat d'Ivaníxvili no es va veure una escalada important dels conflictes abkhazogeorgià i georgiano-osseta, encara que no s'ha aconseguit cap avenç en la reintegració dels territoris separatistes. Les relacions diplomàtiques i polítiques amb Rússia es van mantenir trencades, tot i que, seguint una política exterior pragmàtica, es va abandonar una manera d'interacció enfrontada i es van millorar les relacions econòmiques entre els països, mentre es van reduir els riscos d'un nou conflicte militar entre els països.
Durant el mandat d'Ivaníxvili com a primer ministre, el govern va continuar cap al seu objectiu declarat d'adhesió a la Unió Europea, assolint fites importants en el camí de la integració europea, com ara la finalització de les negociacions d'un Acord d'Associació, que es va signar el 2014 i va entrar en vigor el 2016. No obstant això, el procés es va aturar el 2022, quan la Comissió Europea va rebutjar la sol·licitud de Geòrgia per unir-se a la Unió Europea, al·legant la manca de certes reformes. Mentrestant, el Parlament Europeu va acusar Ivaníxvili d'estar vinculat al Kremlin i va demanar sancions personals contra ell.
Durant el segon mandat d'Ivaníxvili com a president del Somni de Geòrgia, Geòrgia va passar per una crisi política important que va començar amb la visita del diputat comunista rus Serguei Gavrílov i va ocupar un seient a la cadira del president al Parlament de Geòrgia durant l'Assemblea Interparlamentària sobre l'Ortodòxia, que va provocar polèmica. Una sèrie de protestes i negociacions asseguradores entre l'oposició i el govern van donar lloc a una sèrie de canvis en el sistema electoral de Geòrgia, que van culminar amb una transició electoral d'una representació mixta a una totalment proporcional. Fora de la política, Ivaníxvili és la persona més rica de Geòrgia. El 2023, Forbes va estimar la seva fortuna en 4.900 milions de dòlars i va classificar Ivaníxvili com la 544a persona més rica del món.